# Ignasi Bosch i Reitg

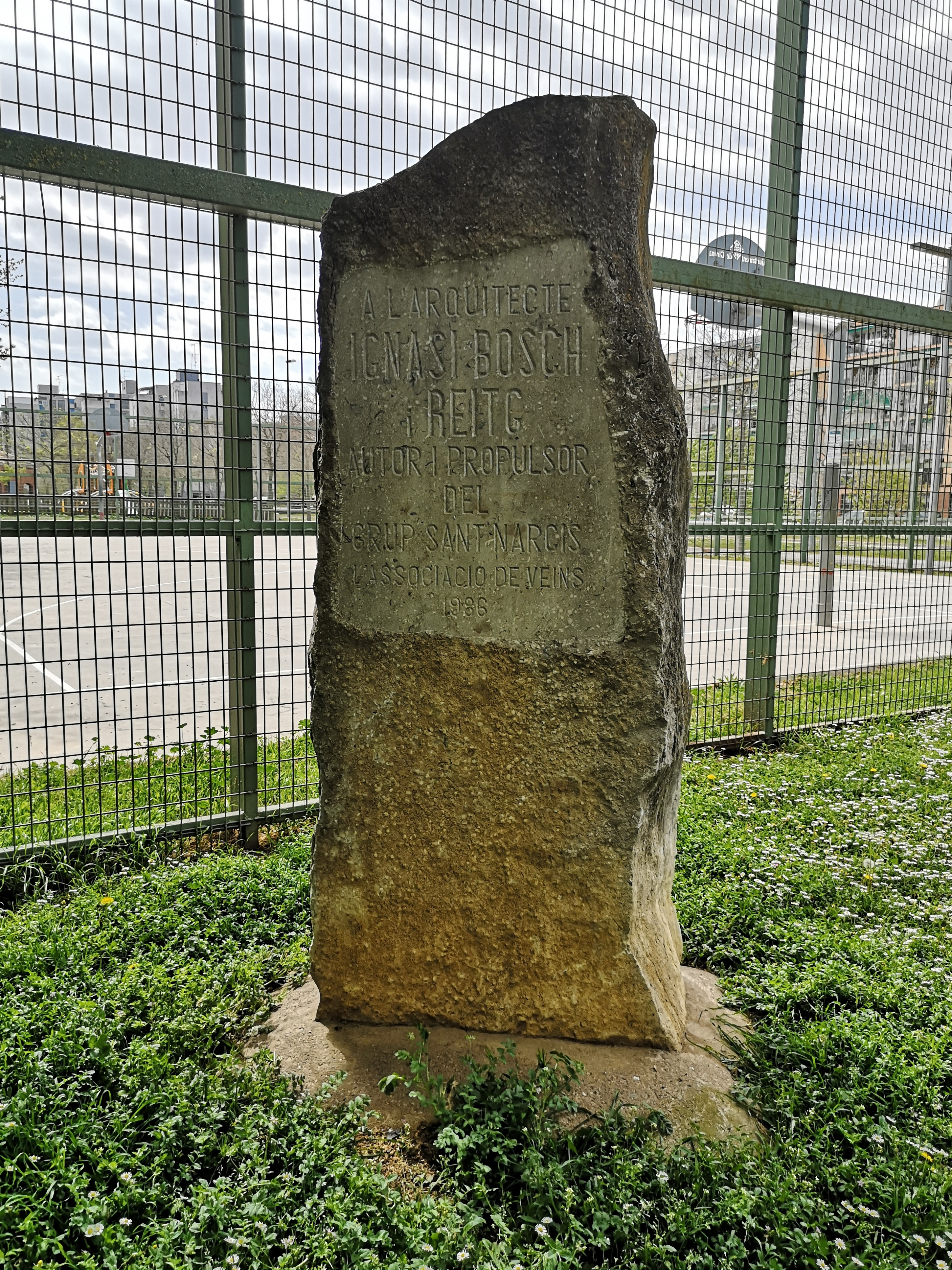
Monòlit a Ignasi Bosch, erigit el 1986 al barri de Sant Narcís de Girona.

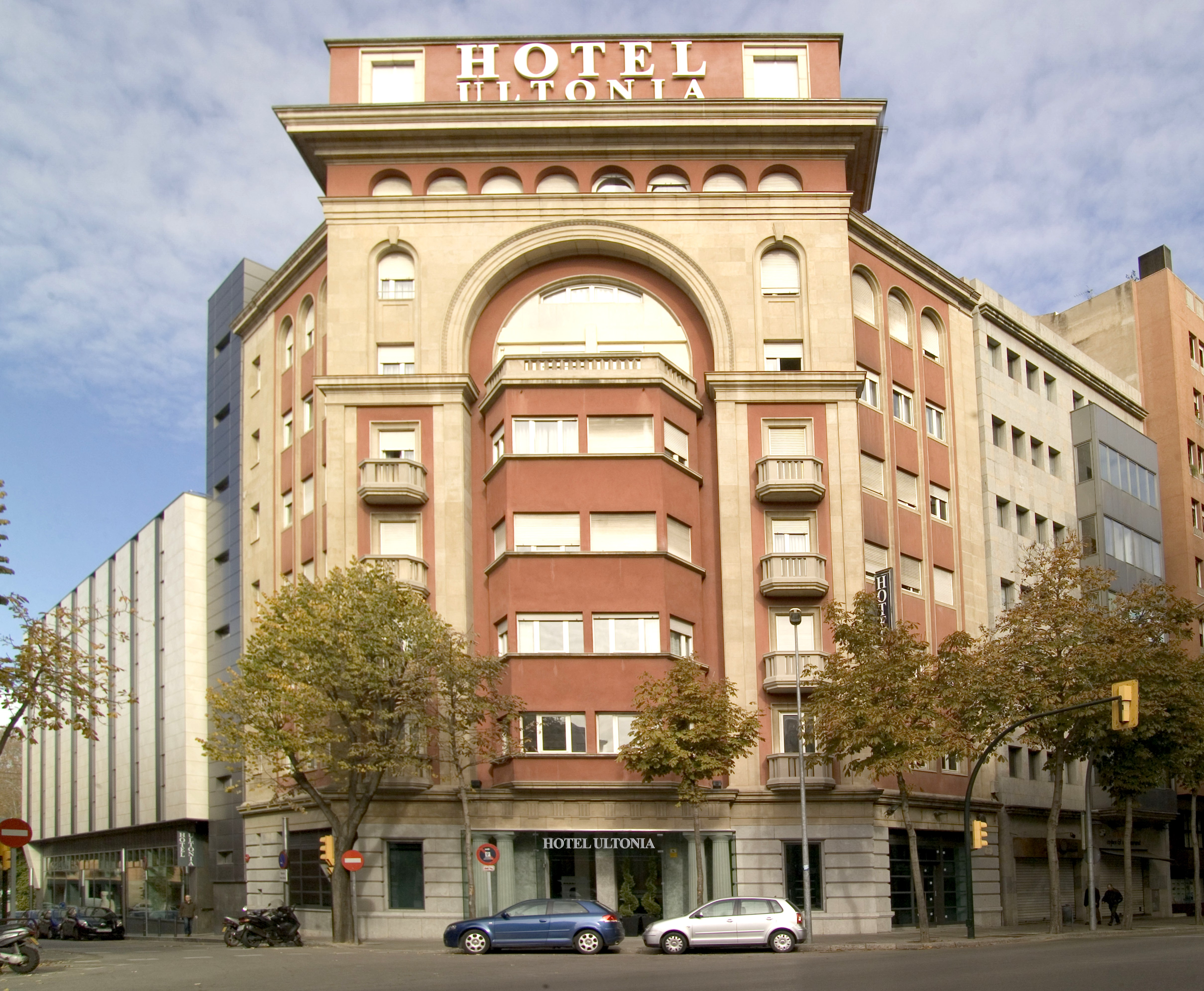
Edifici Ultònia, Girona

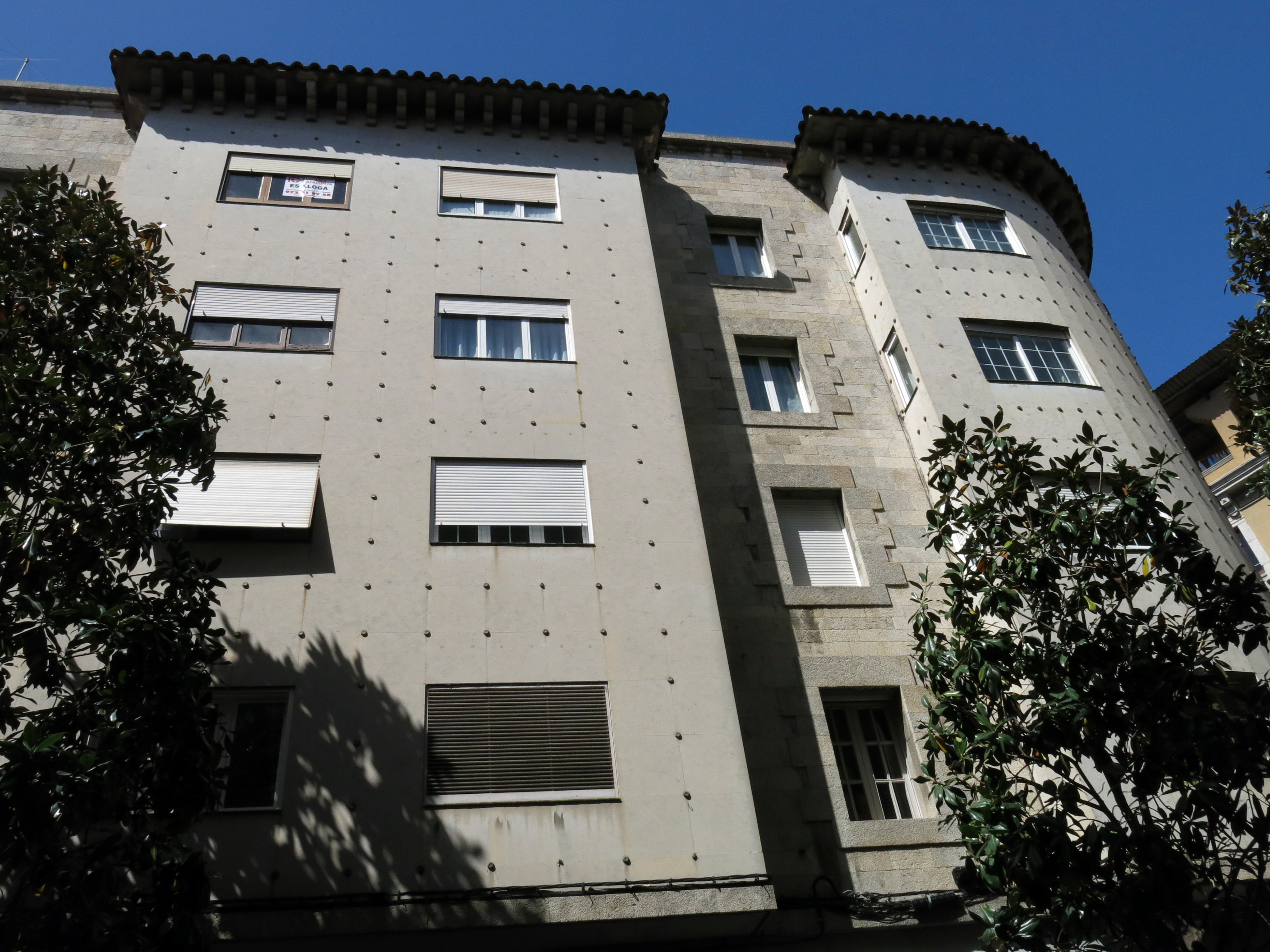
Casa Culubret Picamal, Girona

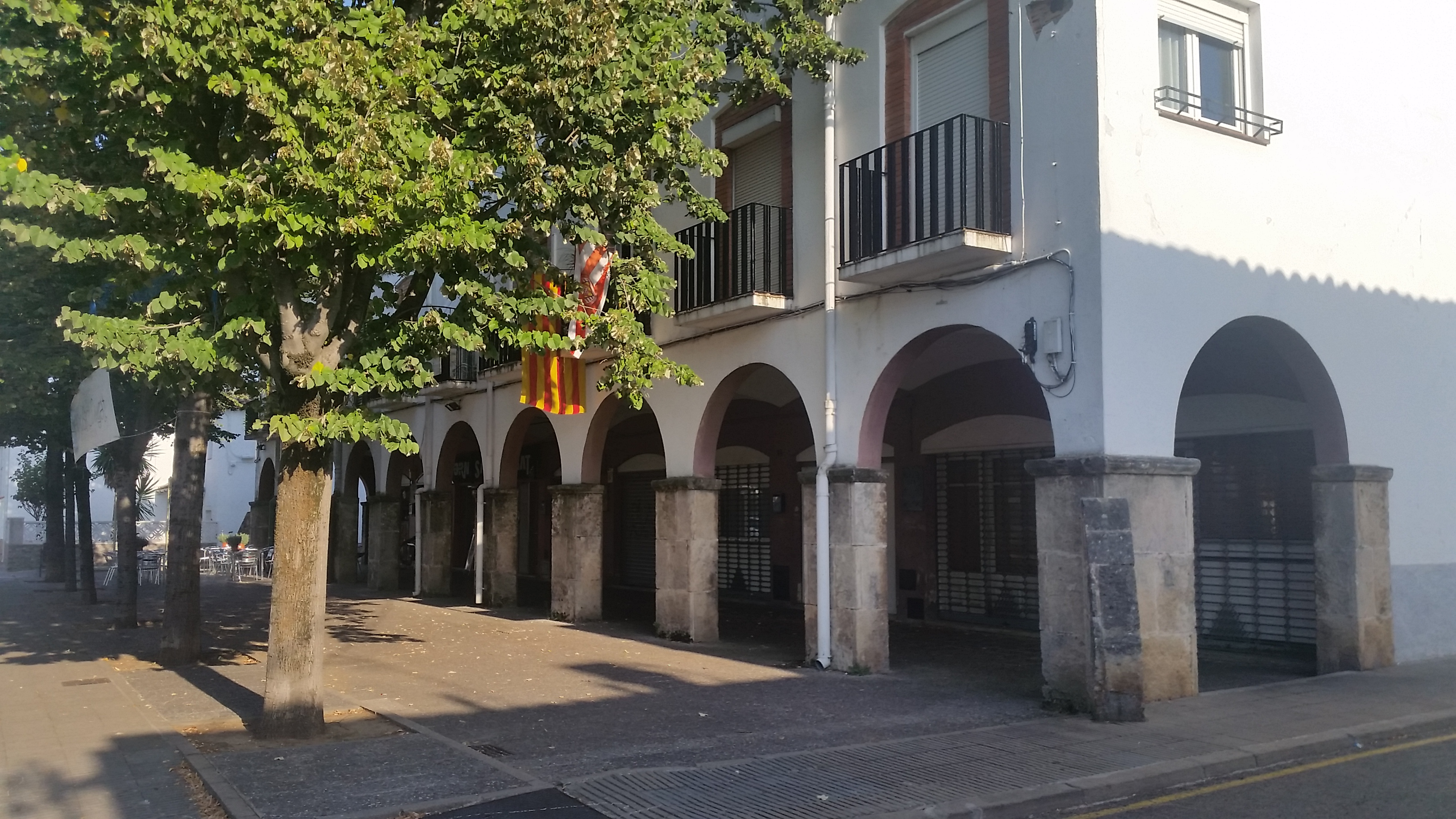
Grup Sant Cugat, Salt

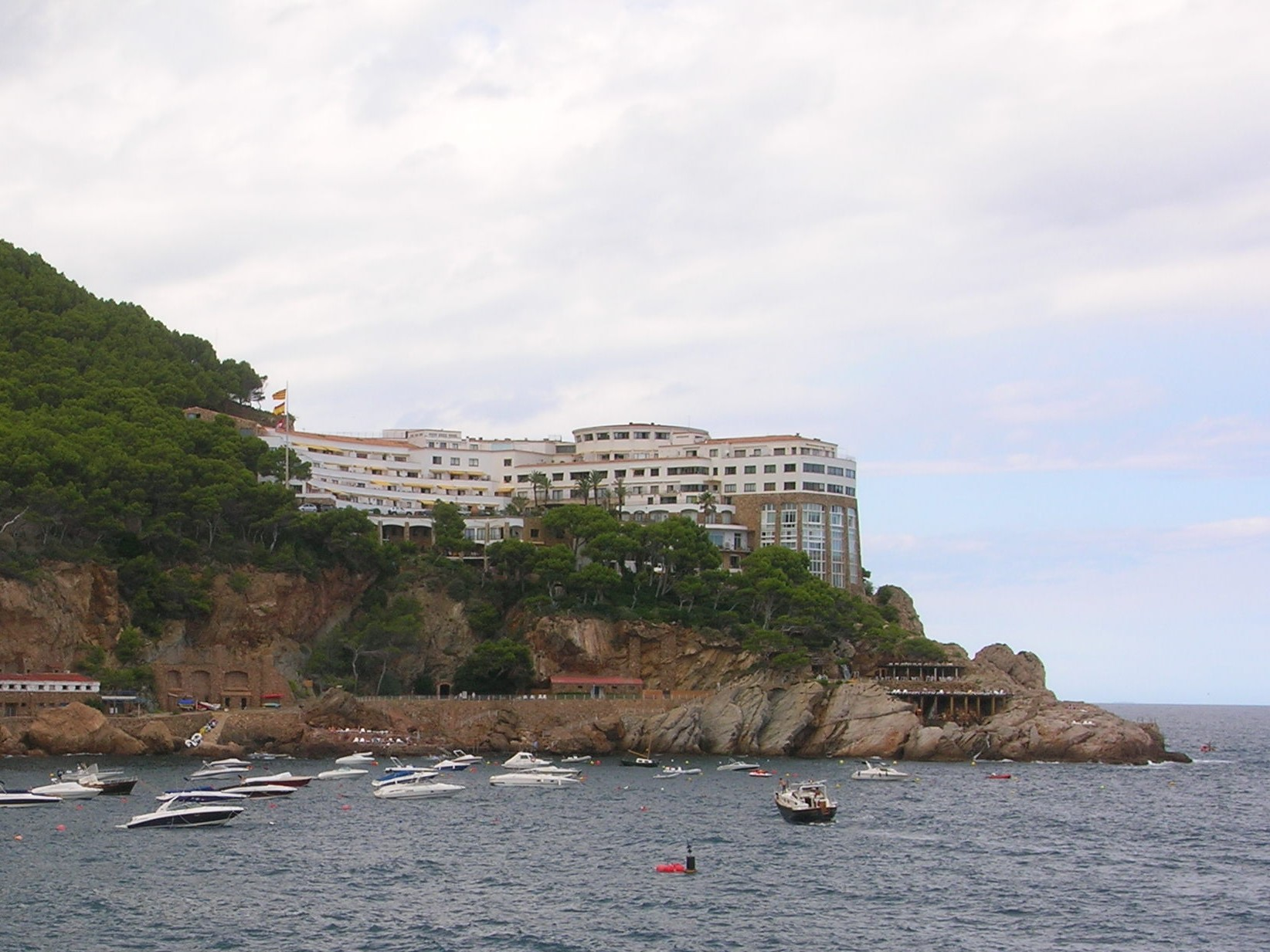
Gran Hotel Cap sa Sal, Begur

Ignasi Bosch i Reitg (Girona, 31 de març de 1910 – Girona, 29 de maig de 1985) va ser un arquitecte català.
Ignasi Bosch i Reitg, fill del també arquitecte Isidre Bosch i Batallé, va obtenir el títol d'arquitecte a Barcelona l'any 1933. Acabada la carrera, es va instal·lar a Girona treballant al despatx del seu pare. Durant els primers anys va desenvolupar el racionalisme arquitectònic, basat en l'austeritat de línies i la funcionalitat dels edificis com a característiques principals; estil que va combinar amb elements del noucentisme, basats en la tradició popular i l'ús de tècniques artesanals com el treball de la pedra, la forja i la ceràmica. Després de la Guerra Civil espanyola va evolucionar vers un estil més monumentalista, propi del moment polític que el país travessava. En aquesta nova etapa fou nomenat arquitecte de l'Obra Sindical del Hogar i des d'aquest càrrec, va projectar i executà nombrosos conjunts d'habitatges de protecció oficial arreu de les comarques gironines, on hi va retomar la idea de 'la casa i l'hortet' del president Macià, que ara s'anomenaven 'cases barates'. La pobresa de mitjans materials del moment, sobretot pel que fa al ferro per a la construcció, va fer que Ignasi Bosch desenvolupés un sistema d'edificació, basat en l'arquitectura tradicional, que permetia l'aixecament d'estructures d'edificis en base a la volta bufada o volta catalana, veritable sistema d'enginyeria basat en les construccions populars catalanes i que estalviava de forma significativa l'ús de ferro en el forjat. Bosch, a més, va millorar la tradicional volta catalana amb un sistema de volta plana de quatre punts, i l'aplicà a tots els edificis dels grups de cases de l'OSH que va projectar i executar. Aquest sistema es basa en una sola capa de maó buit, que permet fer estructures molt més lleugeres. Per contrarestar les càrregues, Bosch va recórrer a un disseny en doble curvatura creuada.
Va presidir la delegació a Girona del Col·legi d'Arquitectes de Catalunya, proposant l'any 1974 la compra de l'edifici la Pia Almoina, al costat de la catedral de Girona, per a fer-ne la seu col·legial.

## Honors
Els 'Jardins Ignasi Bosch i Reitg', al barri de Sant Narcís, de Girona, reben el nom en honor seu. L'any 1986 l'Associació de Veïns del Grup Sant Narcís li va dedicar un monument: un monòlit de pedra irregular amb una part llisa amb la inscripció: A l'arquitecte Ignasi Bosch Reitg, autor i propulsor del Grup Sant Narcís. L'Associació de Veïns. 1986.

## Obra (selecció)
- Casa Riera Perpinyà, a Girona. Edifici d'habitatges inclòs a l'Inventari del Patrimoni Arquitectònic de Catalunya. (1940).
- Edifici Ultònia, a Girona. Sala d'espectacles (cinema) i edifici d'habitatges. La façana neoclàssica de l'edifici està catalogada com a patrimoni historicoartístic de Girona per la seva estètica monumentalista de postguerra. (1941).
- Casa Culubret Picamal, a Girona. Forma part de l'Inventari del Patrimoni Arquitectònic de Catalunya. (1951).
- Creació de nous barris a iniciativa de l'Obra Sindical del Hogar:
  - Grup Sant Pere Màrtir, a Olot: 336 habitatges protegits, i l'església de Sant Pere Màrtir (1951-1956).[8]
  - Grup de Sant Narcís, a Girona: promogut i sufragat pel mateix Ignasi Bosch, per a donar habitatge als damnificats per les inundacions de 1940 a Girona. 468 habitatges, llar del productor (avui un centre veïnal molt actiu), església, i escola de formació professional (1952).[4]
  - Grup Sant Daniel, a Girona: 150 'cases barates', o de tipus social que es van edificar al barri de Vila-roja, que varen representar l'inici d'aquest barri de Girona. (1954-1957).[9]
  - Grup Sant Cugat, a Salt: 91 habitatges protegits. (1956).[10]
  - Germans Sàbat, a Talaià (Sant Gregori): 227 habitatges protegits (tipus social) destinats a allotjar a la immigració arribada a la ciutat des de diverses regions d'Espanya i que malvivia en barraques per diferents zones de la ciutat de Girona, especialment les que ocupaven el sector de Río. (1958).
  - Nostra Senyora del Vilar, a Blanes (Les cases dels Pins): Es van projectar 32 habitatges de planta baixa, 180 de planta baixa i pis (unifamiliar) i 12 de planta baixa, destinada a comerç, i dos pisos.(1960).[11][12]
- Gran Hotel Cap sa Sal de Begur, projectat conjuntament amb el seu cosí Josep Maria Bosch i Aymerich. On la volta de maó que es va utilitzar per resoldre l'estructura del bloc central, és una volta de timbre formada per tres capes de maons. De 20 m. de diàmetre. Es va implantar tota una xarxa de reforços de ferro per assegurar-la. (1963).[13]